# Loxandrus concinnus
Loxandrus concinnus är en skalbaggsart som beskrevs av Thomas Casey. Loxandrus concinnus ingår i släktet Loxandrus och familjen jordlöpare. Inga underarter finns listade i Catalogue of Life.